# Pandanus lorencei
Pandanus lorencei är en enhjärtbladig växtart som beskrevs av Huynh. Pandanus lorencei ingår i släktet Pandanus och familjen Pandanaceae. Inga underarter finns listade.